# Killa (Cherish)
Killa è un singolo del girl group statunitense Cherish, pubblicato nel 2007 ed estratto dall'album The Truth. 
Il brano, che si avvale della collaborazione del rapper Yung Joc, fa parte della colonna sonora del film Step Up 2 - La strada per il successo.

## Tracce
- Download digitale

1. Killa (featuring Yung Joc) - 3:55
2. Killa (Instrumental) - 3:52

## Classifiche
| Classifica (2008) | Posizione raggiunta |
| ----------------- | ------------------- |
| Stati Uniti       | 39                  |